# 御嶽海久司

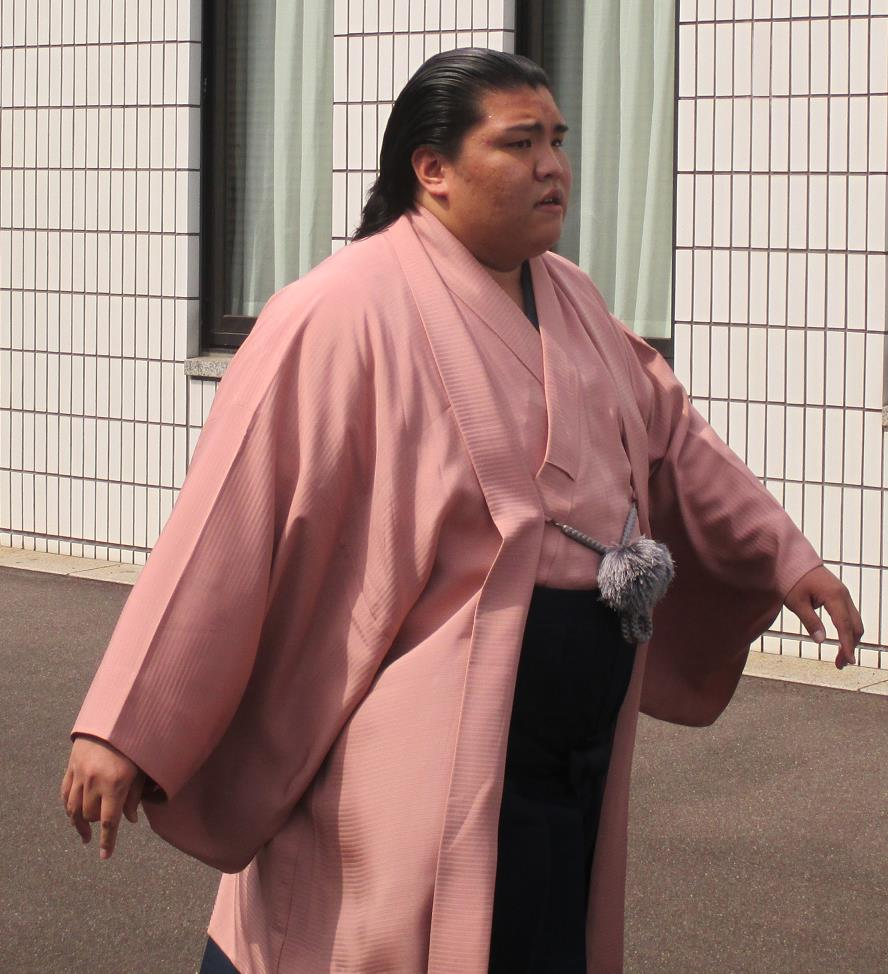
御嶽海久司

御嶽海久司（日语：／ Mitakeumi Hisashi，1992年12月25日—），本名大道久司，日本長野縣木曾郡上松町出身的現役大相撲力士，日菲混血兒。身高180cm、體重164kg、血型O型，所屬相撲部屋為出羽海部屋。
他是東洋大學法學系畢業生，也是校內業餘相撲冠軍，後受出羽海部屋親方小城乃花昭和勸誘下參加職業相撲。他在2015年3月由幕下10枚目開始專業相撲生涯，在11月到達前頭級別，曾獲得三賞和兩枚擊敗橫綱的金星，最高位置是東大關。
他的四股名來自長野縣的御嶽山和出羽海部屋的海。
在2018年7月名古屋場所，他擊敗了另一位力士栃煌山雄一郎得到冠軍，是他職業生涯中的第一次優勝，也是出羽海部屋自1980年以第一次得到優勝，最終該場戰績為13勝2敗。
在2019年9月場所千秋樂擊敗了貴景勝光信，得到第二次優勝。
他在2022年1月場所擊敗橫綱照之富士春雄，得到第三次優勝(由於已達3個場所33次勝利要求，相撲協會決定晉昇他為大關，也是雷電為右衛門後第一位來自長野縣的大關)。
1月31日，日本相撲協會宣布御嶽海確診2019年冠狀病毒病（之前他曾出席豪榮道的斷髮式）。
在大關昇進後因多次敗戰和休場，將在11月場所降為關脇，是在位時間最短的大關（僅四個場所）。